# A múmia bosszúja (film, 2018)
A múmia bosszúja (eredeti cím: 7 Guardians of the Tomb) 2018-ban bemutatott ausztrál-kínai akció-horrorfilm, melynek rendezője és forgatókönyvírója Kimble Rendall. A főszerepet Li Bingbing, Kellan Lutz, Kelsey Grammer és Wu Chun alakítja. Ez az eddigi legnagyobb koprodukció Kína és Ausztrália között. A filmet 2018. január 19-én mutatták be, Magyarországon DVD-n jelent meg szinkronizálva.

## Cselekmény
A tudósok csapata elveszíti egy kollégáját az ősi labirintusban, miközben megpróbálja elérni az évszázad felfedezését. A csoportnak végig kell vívnia magát egy halálos, emberevő tölcséres pókrajon, és rá kell jönniük ezen pókfélék erejének és intelligenciájának titkára.

## Szereplők
| Szerep      | Színész        | Magyar hang      |
| ----------- | -------------- | ---------------- |
| Jia         | Li Bingbing    | Németh Borbála   |
| Ridley      | Kellan Lutz    | Viczián Ottó     |
| Mason       | Kelsey Grammer | Rosta Sándor     |
| Luke        | Wu Chun        | Czető Roland     |
| Milly Piper | Stef Dawson    | Zakariás Éva     |
| Gary        | Shane Jacobson | Bolla Róbert     |
| Ethan       | Ryan Johnson   | Bordás János     |
| Chen Xu     | Jason Chong    | Vida Péter       |
| Jin         | Eva Liu        | Szűcs Anna Viola |

## Bevétel
A múmia bosszúja 2018. január 19-én jelent meg Kínában. A korábban Nest címet viselő film a nyitóhét péntekjén negyedik helyen végzett a jegypénztáraknál, 3,22 millió dollárral, végül elérte a háromnapos összesített 6,11 millió dollárt.